# I Was Made to Love You
I Was Made to Love You (Programada para amarte en España y Hecha par Amarte en América Latina) es el decimoquinto episodio de la quinta temporada de la serie de televisión estadounidense Buffy, la cazavampiros.

## Argumento
Durante el entrenamiento, Buffy (Sarah Michelle Gellar) le explica a Giles (Anthony Stewart Head) y Xander (Nicholas Brendon), que le hace de sparring, que tuvo que haber hecho algo para que Spike (James Marsters) tuviera esos sentimientos hacia ella. En casa de las Summers, Joyce (Kristine Sutherland) se está probando un nuevo vestido, enseñándoselo a Buffy y a Dawn (Michelle Trachtenberg). Tiene una cita esa noche y, aunque las chicas le toman un poco el pelo, en realidad están encantadas.
Esa noche hay una fiesta. Una chica, April (Shonda Farr), pregunta a todo el mundo si han visto a su novio, Warren (Adam Busch). Spike aparece por allí para ver a Buffy, pero esta le dice que se largue. Buffy y Ben (Charlie Weber) intercambian sus teléfonos. Warren ve por fin a April, la agarra y se largan. Spike ve a April, se acerca a ella, le susurra algo al oído y como respuesta la chica lo agarra y lo lanza a través de una ventana con mucha fuerza. Buffy se acerca a hablar con la chica, que resulta ser un robot.
Al día siguiente, Willow consigue la dirección de Warren, mientras discuten sobre por qué alguien decide fabricarse un robot, pensando que principalmente por sexo y soledad. Buffy decide llamar a Ben y acepta una cita para tomar café. Mientras, Warren y su nueva novia, Katrina (Amelinda Smith), hacen las maletas para dejar la ciudad, aunque la chica no entiende el motivo. Llega Buffy para hablar de April y Katrina se va enfadada. Warren le explica a la Cazadora que quería tener una novia perfecta y por eso la creó, pero que con el tiempo se aburrió de ella, así que cuando se enamoró de Katrina abandonó a April, sabiendo que sus baterías se agotarían tarde o temprano.
Spike va a la tienda, donde no es muy bien recibido, y Giles amenazadoramente le dice que supere lo de Buffy.
April, que sigue buscando a su novio, se encuentra con Katrina en un parque. Cuando le pregunta sobre Warren, Katrina contesta que es su novio. Warren y Buffy llegan justo antes de que April mate a Katrina. Warren trata de explicar la situación a April, pero ésta no entiende nada y le echa la culpa a Buffy, con la que empieza a pelear. Mientras luchan, Katrina se despierta y huye. Warren la sigue. April trata de estrangular a Buffy, pero sus baterías se están terminando. Las dos acaban sentadas en los columpios juntas, con April insistiendo que ella hizo todo lo que estaba programada para hacer. Está creada para amar a Warren, y si no puede, no sabe cuál es el sentido de su existencia. Buffy le dice que no es culpa suya y se queda con ella hasta que se apaga. Buffy se queda pensando y llega a lo conclusión de que necesita estar cómoda siendo ella misma, así que llama a Ben y le deja un mensaje en el contestador, cancelando su cita.
Spike va a ver a Warren para que le haga una Buffy robot. Mientras, Buffy llega a casa y descubre un precioso ramo de flores justo delante de la puerta. Son de la cita de su madre y entonces la ve tumbada en el sofá, inmóvil.

## Reparto

### Personajes principales
- Sarah Michelle Gellar como Buffy Summers.
- Nicholas Brendon como Xander Harris.
- Alyson Hannigan como Willow Rosenberg.
- Emma Caulfield como Anya Jenkins.
- Michelle Trachtenberg como Dawn Summers.
- James Marsters como Spike.
- Anthony Stewart Head como Rupert Giles.

### Apariciones especiales
- Amber Benson como Tara.
- Kristine Sutherland como Joyce Summers.
- Clare Kramer como Glory.
- Charlie Weber como Ben.
- Shonda Farr como April.
- Adam Busch como Warren Meers.
- Troy T. Blendell como Jinx.

### Personajes secundarios
- Amelinda Embry como Katrina.
- Paul Darrigo como Conductor.
- Gil Christner como Residente.
- Kelly Felix como Adolescente.
- Paul Walia como Amigo.

## Producción